# 玛丽亚姆·优素福·贾迈勒
玛丽亚姆·优素福·贾迈勒（1984年9月16日—），原名澤內貝赫·托拉，巴林女子田徑運動員，專攻中長跑。她在2012年夏季奧林匹克運動會田徑女子1500公尺項目上獲得金牌，成為首位巴林籍的奧運會獎牌得主。她也由此超越曾获得1992年夏季奥运会该项目铜牌的曲云霞，成为在该项目中首获奥运金牌的亚洲田径运动员。

## 早期生涯
賈馬爾誕生於衣索比亞奧羅米亞州阿爾西地區，此處的奧羅莫人以出產長跑運動員著名，包括海勒·格布雷西拉西耶、克內尼薩·貝耶查、蒂魯內什·迪巴巴等人。此外，她也是一名穆斯林。
之後，賈馬爾因政治與經濟問題和丈夫塔里克·雅各布（Tariq Yaqoob）離開了衣索比亞。雖然跑出了2004年奧林匹克運動會的達標成績，但由於國內比賽及政治因素，衣索比亞田徑協會拒絕讓她代表參賽。
2004年，賈馬爾夫妻前往瑞士洛桑尋求政治庇護，並向美國、加拿大和法國等國申辦證件，最後巴林以改為阿拉伯姓名且須代表參加2006年亞洲運動會的條件，授予她公民身分。
在瑞士的時期，賈馬爾經常到高海拔的聖莫里茨，由丈夫雅各布協助訓練。

## 代表巴林時期
2005年是她首個完整的職業賽季，其中1500公尺與3000公尺項目分別跑出3分56秒79及8分28秒27的成績，不僅刷新了巴林全國紀錄，更是當年度的世界最佳成績。隔年，賈馬爾再次於列蒂打破了1500公尺的個人紀錄，以3分56秒18拿下冠軍。
她獲得過2007年和2009年世界田徑錦標賽女子1500公尺冠軍，也代表巴林參加了奧林匹克運動會與亞洲運動會。亞運會上她一共奪得五面金牌，尤其在1500公尺項目上完成了三連霸。

## 爭議
2005年7月14日，當賈馬爾於奧斯陸贏得女子3000公尺冠軍時，她的比賽照片被國際體育媒體發布，其中短褲、露腹的穿著引起了巴林議員本·哈馬德·穆哈納迪（Hamad Al-Muhannadi）等人的批評。

## 外部連結
- 玛丽亚姆·优素福·贾迈勒在的頁面
- Article and picture of Maryam Yusuf Jamal

| 體育角色                | 體育角色                      | 體育角色               |
| ----------------------- | ----------------------------- | ---------------------- |
| 前任： Isabella Ochichi | 女子3000公尺年度最佳成績 2005 | 繼任： 梅塞蕾特·德法尔 |